# Urophyllum angustifolium
Urophyllum angustifolium är en måreväxtart som beskrevs av Theodoric Valeton. Urophyllum angustifolium ingår i släktet Urophyllum och familjen måreväxter. Inga underarter finns listade i Catalogue of Life.